# 撞翻姻緣路
《撞翻姻緣路》（英語：The Third Wheel）是一部2002年美國浪漫喜劇電影，由喬丹·布萊德執導，傑·拉科波編劇，盧克·威爾遜、丹妮丝·理查兹、拉科波、班·艾佛列克、菲爾·路易斯和黛博拉·席克主演。講述一個男人不小心用他的車撞了一個無家可歸的人，且似乎難以在晚上剩下的時間裡擺脫他。
電影在美國並未發行，僅在其他國家院線上映或DVD首映發行。

## 演員
- 盧克·威爾遜飾演史丹利（Stanley）
- 丹妮丝·理查兹飾演戴安娜·伊凡（Diana Evans）
- 傑·拉科波（英语：Jay Lacopo）飾演菲爾（Phil）
- 班·艾佛列克飾演麥可（Michael）
- 提姆·德凱飾演史派卡爾（Speaker）
- 大衛·柯屈納飾演卡爾（Carl）
- 菲爾·路易斯（英语：Phill Lewis）飾演米基（Mitch）
- 黛博拉·席克（英语：Deborah Theaker）飾演南希（Nancy）
- 妮可·沙利文（英语：Nicole Sullivan）飾演莎莉（Sally，未掛名）
- 麥特·戴蒙飾演凱文（Kevin，未掛名）
- 蘿倫·葛拉漢（英语：Lauren Graham）飾演派對女子（未掛名）
- 傑夫·高林飾演沃克警官（Office Worker，未掛名）
- 瑪莉莎·麥卡錫飾演瑪麗蓮（Marilyn）

## 外部連結
- 互联网电影数据库（IMDb）上《撞翻姻緣路》的资料（英文）
- 豆瓣电影上《撞翻姻緣路》的資料 （简体中文）
- 爛番茄上《撞翻姻緣路》的資料（英文）